# Đồ thị bánh xe
Trong lý thuyết đồ thị, đồ thị bánh xe (tiếng Anh: wheel graph) {\displaystyle W_{n}} được tạo thành từ đồ thị chu trình {\displaystyle C_{n-1}} bằng cách thêm 1 đỉnh và các cạnh nối đỉnh đó với tất cả các đỉnh còn lại.
Đồ thị bánh xe là đồ thị Hamilton. {\displaystyle W_{n}} có {\displaystyle n^{2}-3n+3} chu trình đơn(dãy số A002061 trong bảng OEIS).

7 chu trình đơn trong đồ thị W_{4}.

Đa thức màu của đồ thị {\displaystyle W_{n}} là: